# Jerry Karl
Gerald Edward Karl dit Jerry Karl (né le 29 avril 1941  à Jamaica (New York) - mort le 16 février 2008 à Baltimore, Maryland, dans un accident de la circulation) est un pilote automobile américain.

## Biographie
Jerry Karl a couru dans les années 1970 et 1980 dans les championnats USAC et CART, et compte 6 participations aux 500 miles d'Indianapolis avec une 13e place lors de l'édition 1975 comme meilleur résultat. À l'issue de sa carrière de pilote, il avait fondé sa propre écurie, le Karl Racing Enterprises, qu'il engageait dans des épreuves locales. 